# Themelium eximium
Themelium eximium är en stensöteväxtart som först beskrevs av Edwin Bingham Copeland, och fick sitt nu gällande namn av Barbara S. Parris. Themelium eximium ingår i släktet Themelium och familjen Polypodiaceae. Inga underarter finns listade.